# زندگی سگی (فیلم ۱۹۱۸)
زندگی سگی (به انگلیسی: A Dog's Life) فیلمی کوتاه و صامت، به کارگردانی چارلی چاپلین با بازی چارلی چاپلین، ادنا پرواینس، سیدنی چاپلین، هنری برگمن، چارلز ریسنر، آلبرت آستین، تام ویلسون و تولید سال ۱۹۱۸ است.
چاپلین در این فیلم نقش یک خانه‌به‌دوش را بازی می‌کند. هم‌بازی او در این فیلم، یک سگ است که در واقع قهرمان داستان بوده و به چاپلین برای دست یافتن به یک زندگی بهتر کمک می‌کند.

## نگارخانه

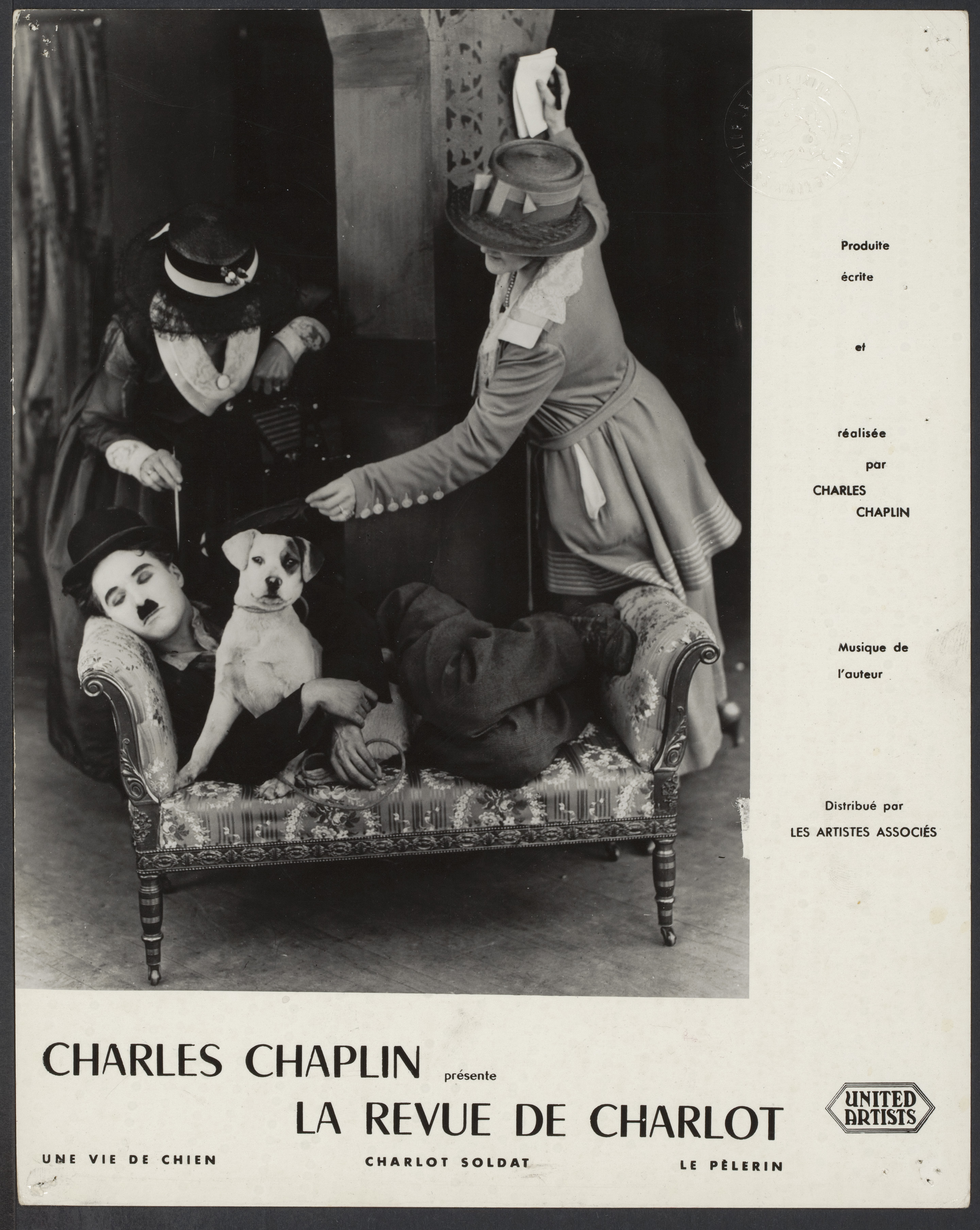
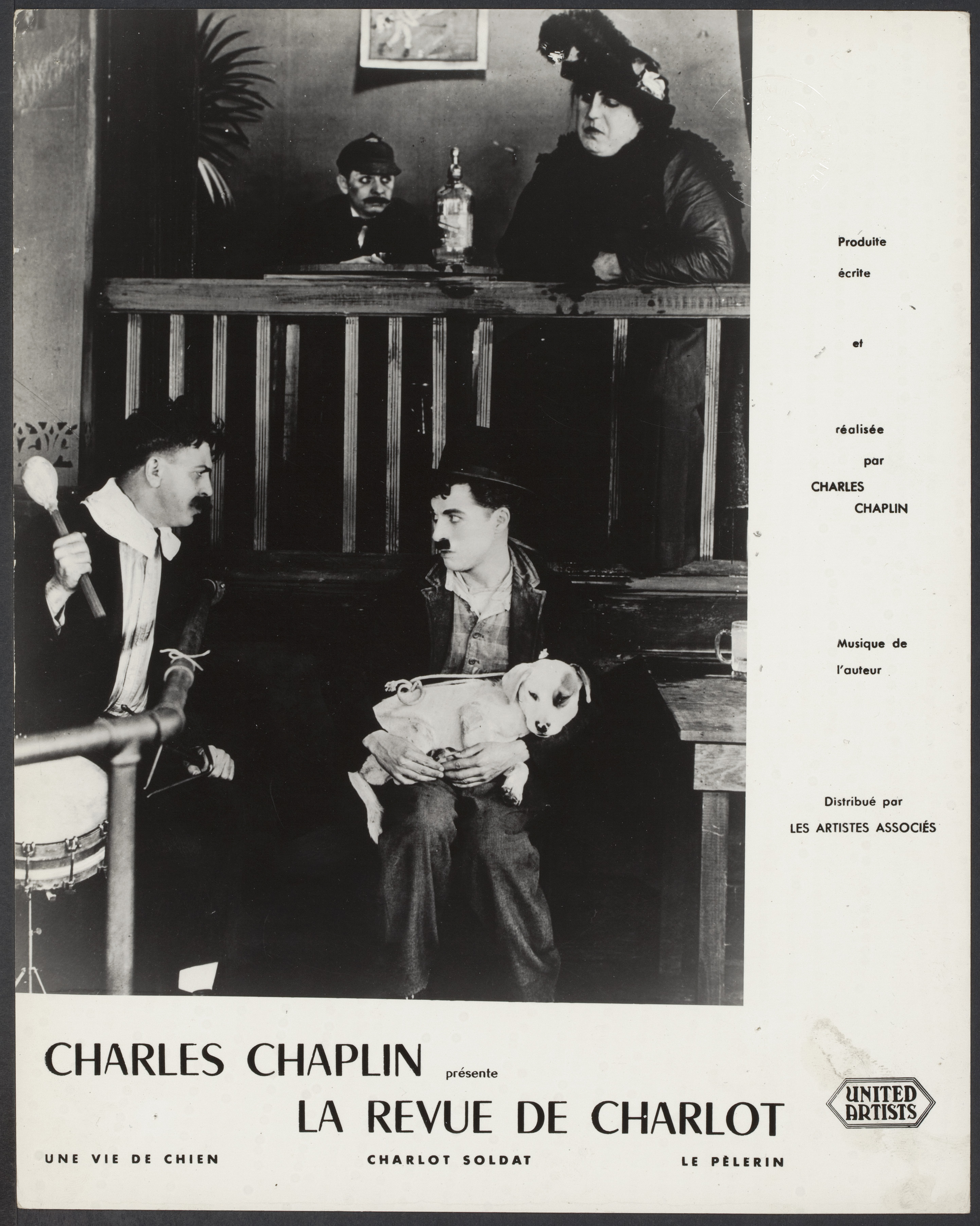
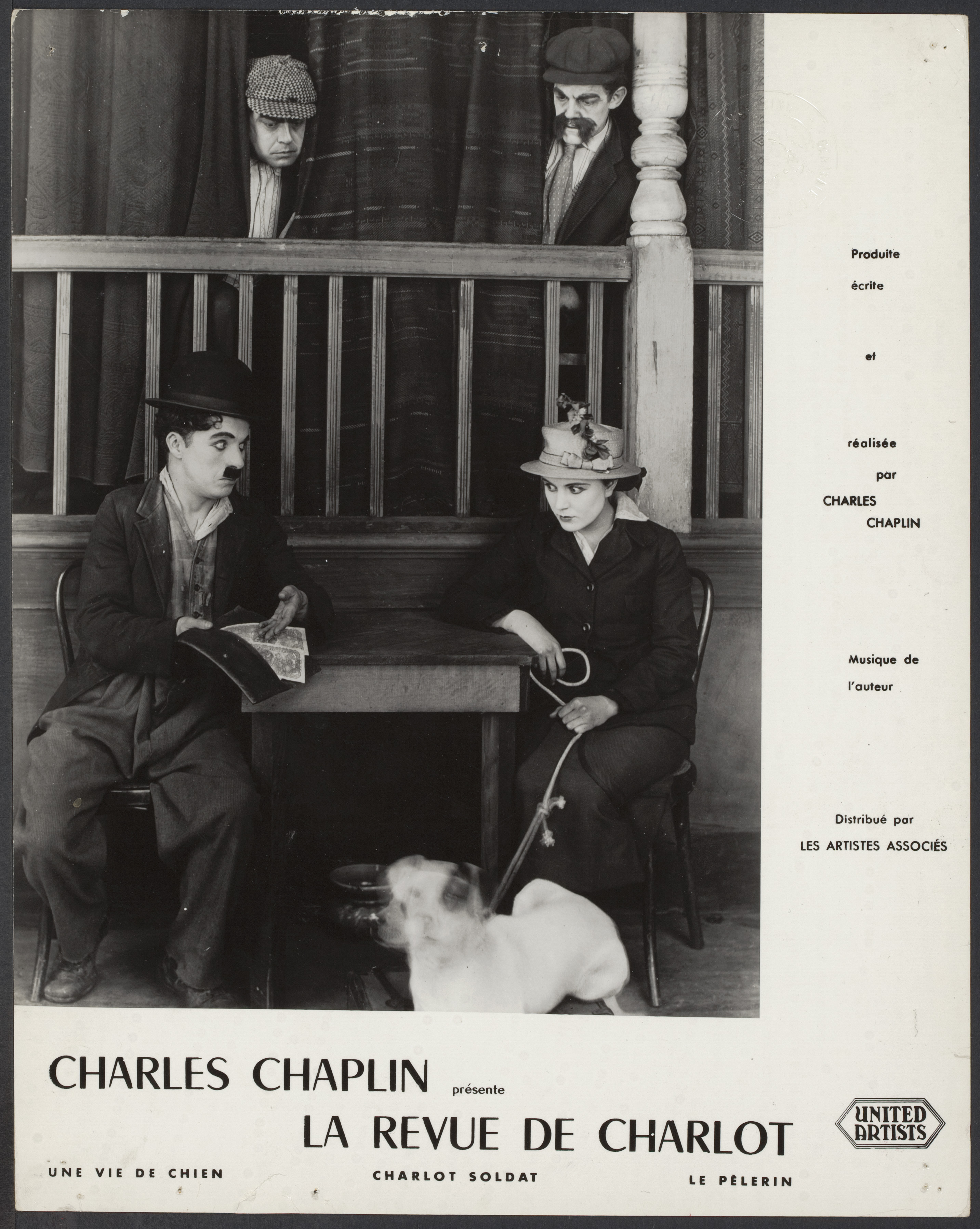
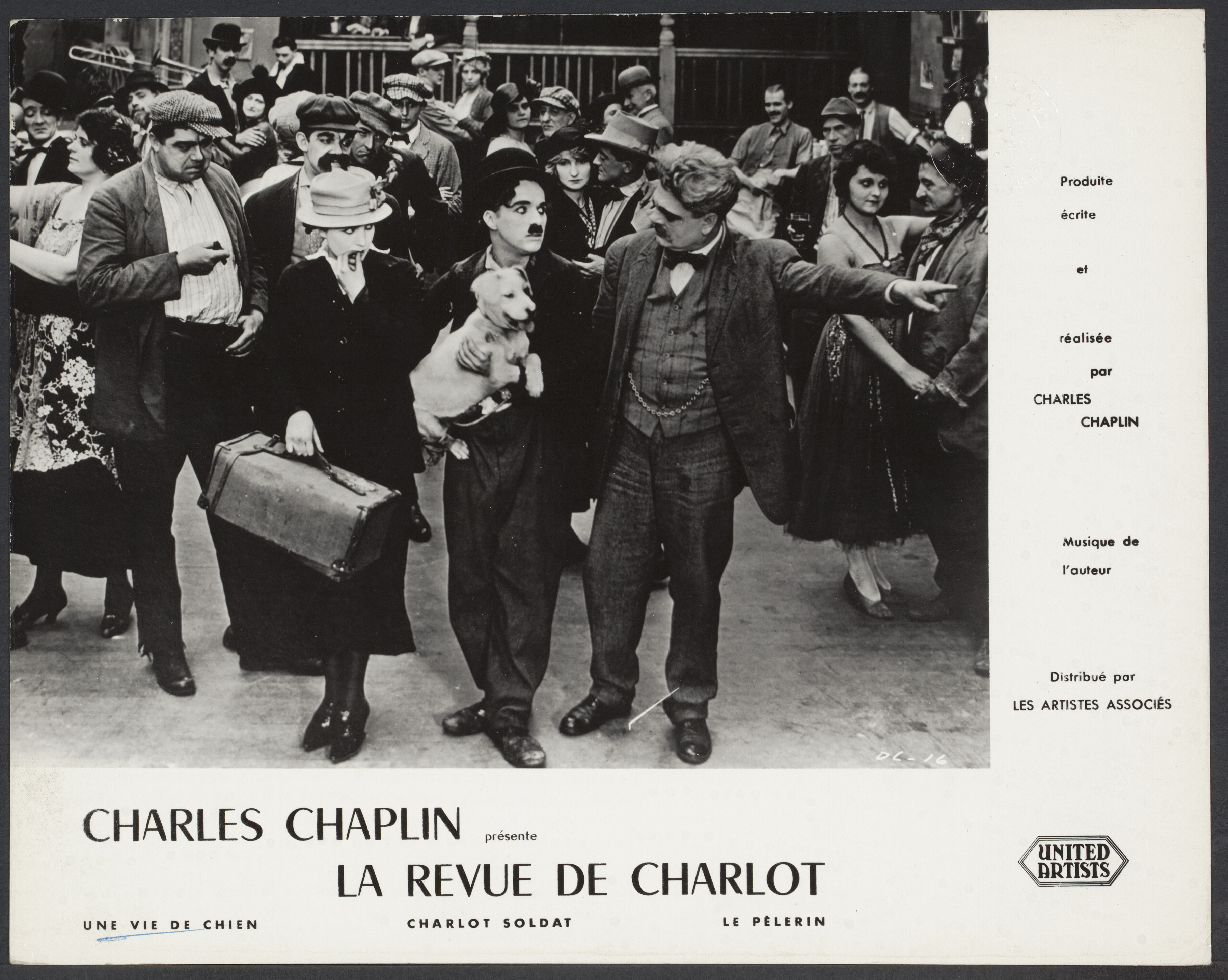
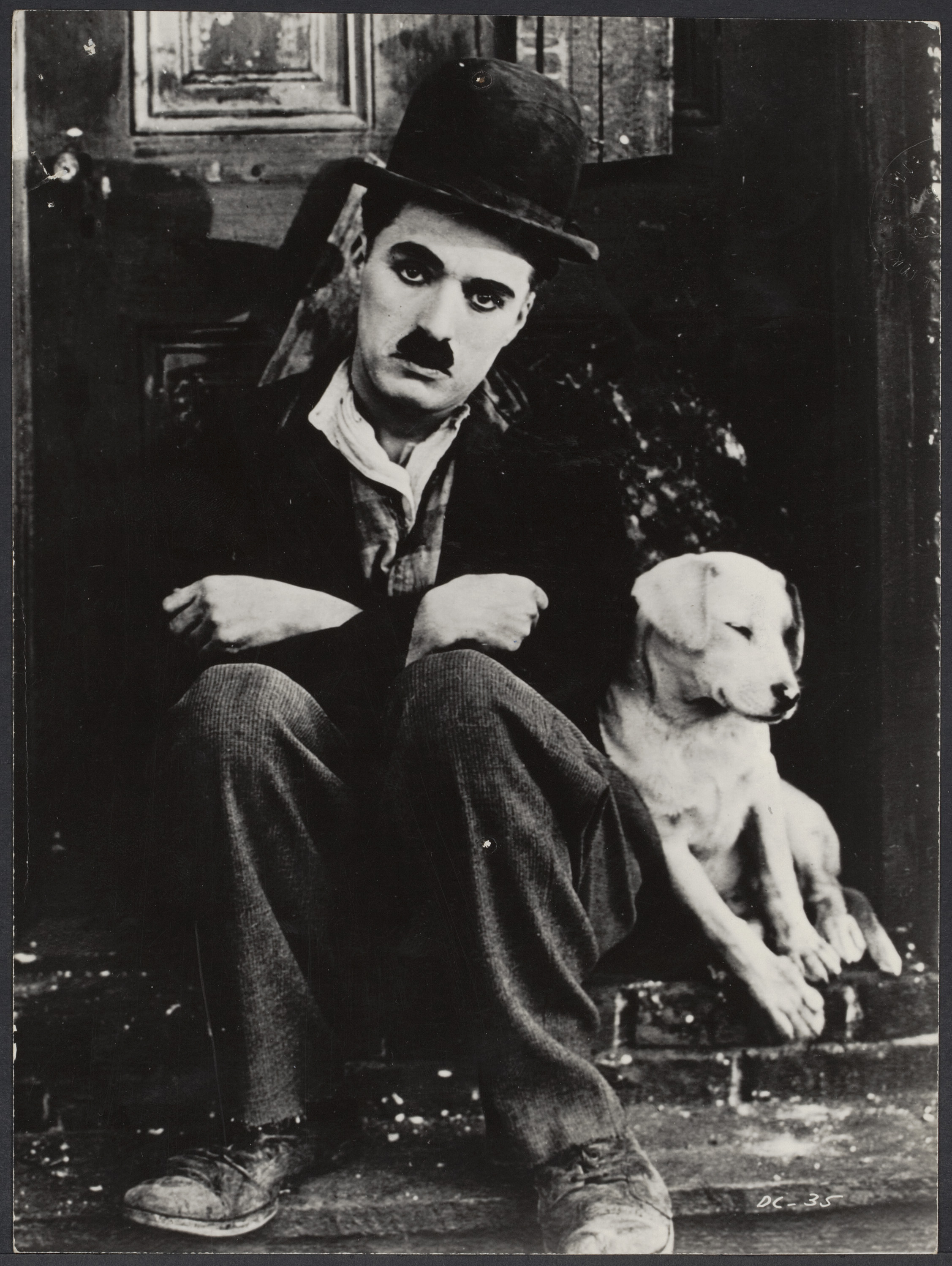
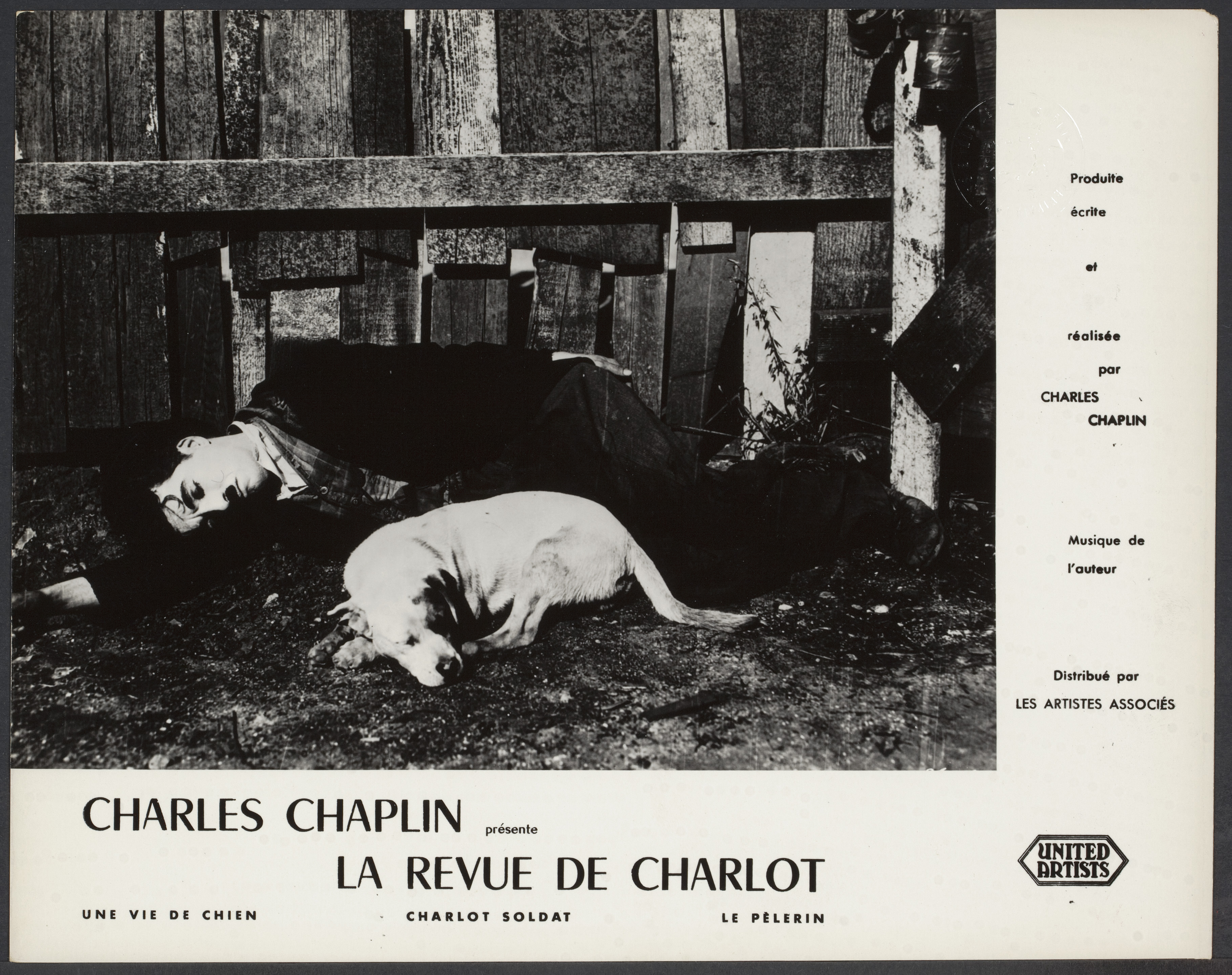
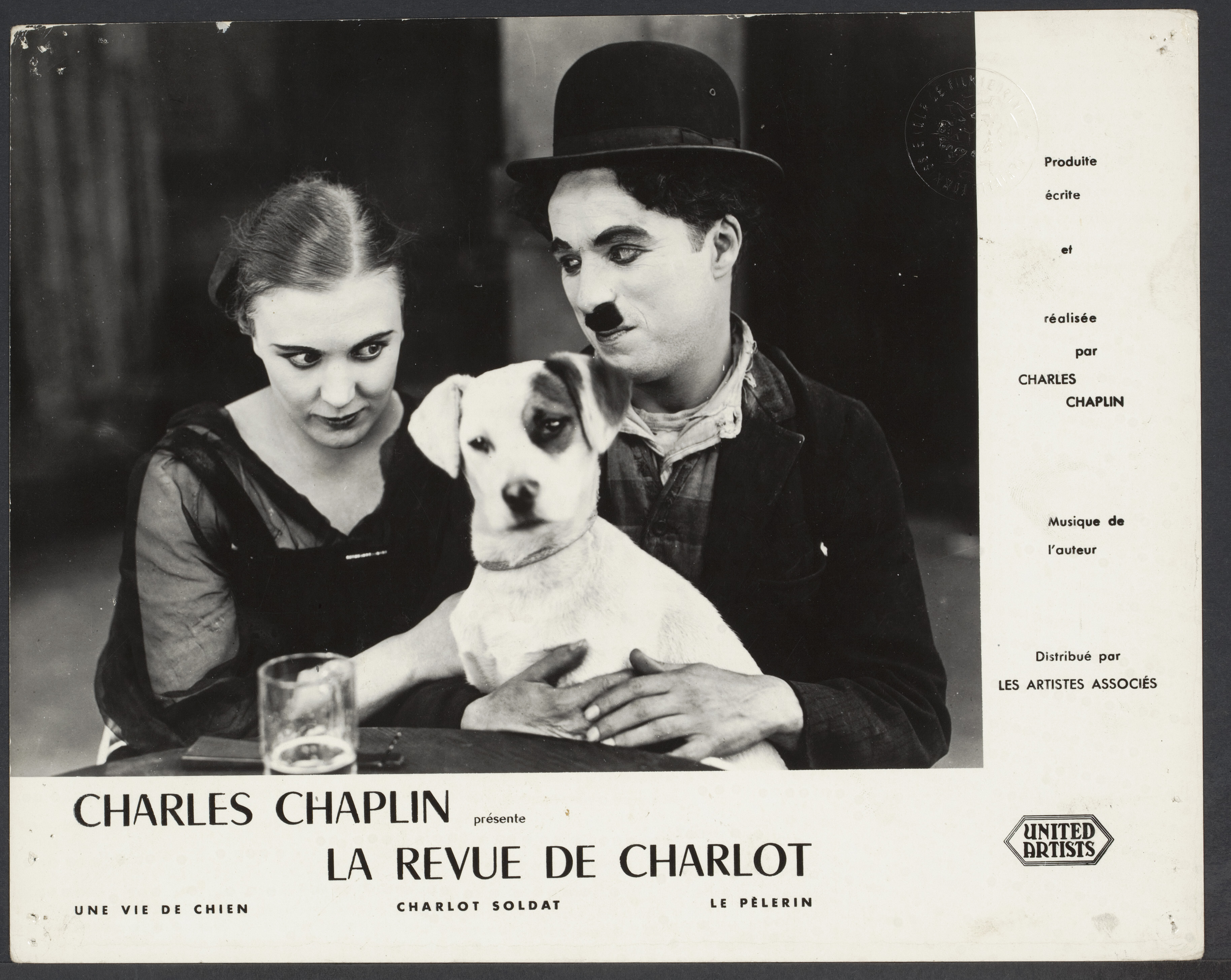
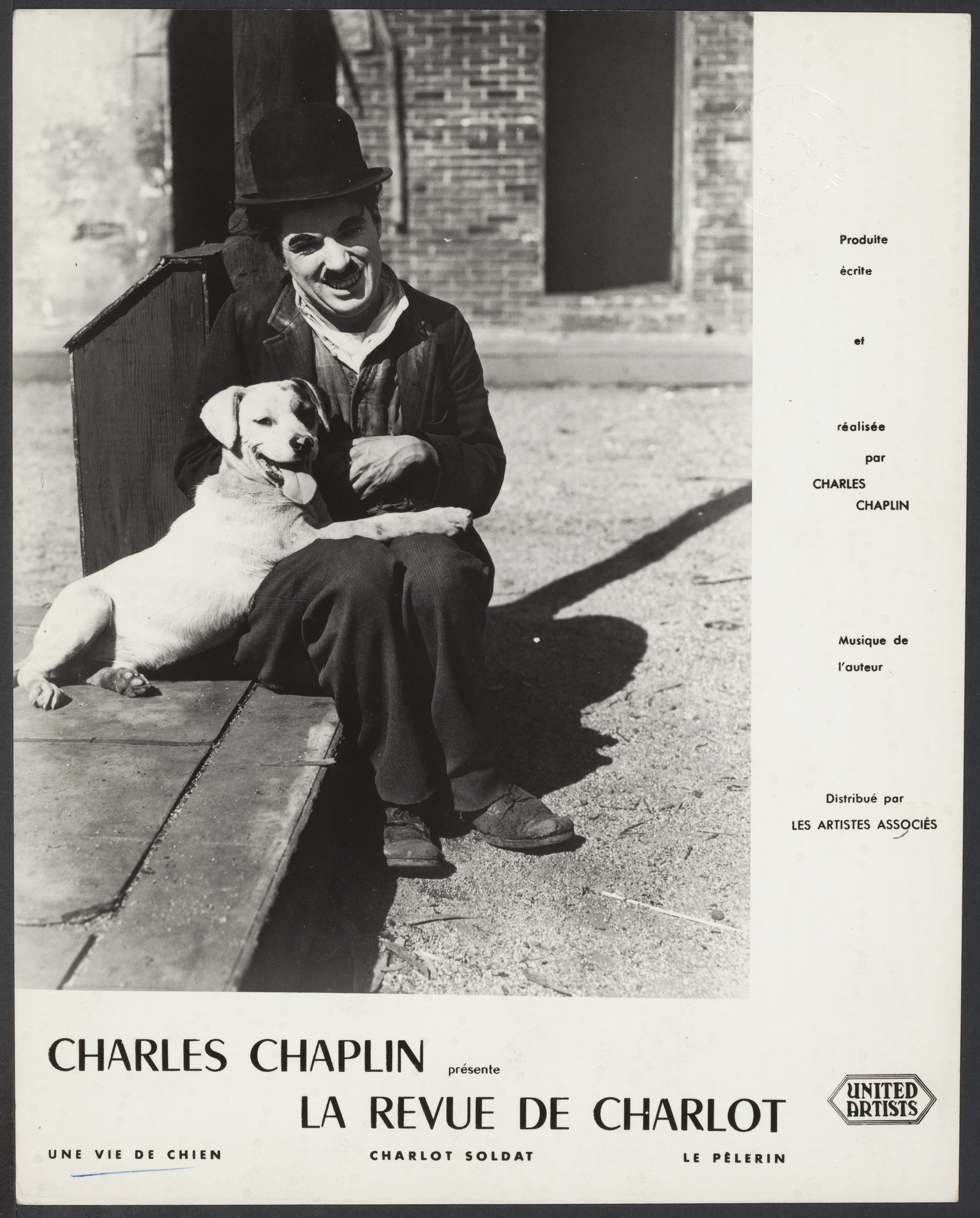